# Forge (comics)
Forge é um super-herói fictício que aparece nos quadrinhos americanos publicados pela Marvel Comics, mais comumente em associação com os X-Men. Um mutante com um brilho insuperável em tecnologia, ele teve uma longa carreira como contratante de armas do governo. Criado pelo escritor Chris Claremont e o artista John Romita Jr., Forge apareceu pela primeira vez em Uncanny X-Men # 184 (agosto de 1984).

## História e Criação
Forge compartilhou um relacionamento romântico com Tempestade e um breve caso com Mistica, o que o levou a se associar com os X-Men e, assim, melhorar a tecnologia no X-Mansion, Ele também era membro do X-Factor.
Forge foi criado pelo escritor Chris Claremont e pelo artista John Romita Jr. Sua primeira aparição foi em Uncanny X-Men # 184 (agosto de 1984).
Como parte do Marvel NOW !, Forge retorna como membro da X-Force da Cable.